# 大垣市上石津郷土資料館
大垣市上石津郷土資料館（おおがきしかみいしづきょうどしりょうかん）は、岐阜県大垣市上石津町にある博物館である。

## 概要
- 主に大垣市上石津地区の歴史、芸術、民俗、産業、自然科学等に関する資料の保管・展示を行う施設である。1993年（平成5年）4月に養老郡上石津町の上石津町郷土資料館として開館。2006年（平成18年）3月27日に上石津町が大垣市に編入されたことにより大垣市上石津郷土資料館に改称する。
- 建物は開館時の鉄骨平屋建の建物（旧館）と、2004年（平成16年）に増築した木造平屋建の建物（新館）があり、渡り廊下で繋がっている。旧館と新館を合わせた延床面積は908.58㎡[1][2]。
- 国史跡の西高木家陣屋跡の敷地内にある。資料館は瓦ぶきの建物とし、石垣群や陣屋跡の長屋門（嘉永5年（1862年）建築）が資料館の景観の一部となるようになっている。資料館のエントランスの北の一面はガラス張りとなっており、長屋門を見ることができる。
- 上石津町立多良中学校（1975年廃校）の跡地であり、付近には多良中学校の跡を示す石碑がある。

## 施設概要
- 企画展示室
- 常設展示室

旗本高木家に関する展示
関ヶ原の戦い島津の退き口
二又山村古墳群出土遺物
- 収蔵展示室

上石津地区の民俗資料の展示
- 自然展示室

上石津地区の動物の剥製、植物の標本、化石、鉱物を展示
- 学習室

## 利用案内
- 所在地：岐阜県大垣市上石津町宮237番地1
- 開館時間：9:30 - 17:00
- 休館日：火曜日（その日が祝日の場合、その翌日）、祝日の翌日（その日が日曜日または火曜日の場合、その翌日。その日が月曜日または土曜日にの場合、その翌々日）、年末年始（12月29日 - 1月3日）
- 入館料：一般100円（高校生以下は無料）。一般団体（20名以上）は50円。

## 交通アクセス

### 公共交通機関
- 名阪近鉄バス「宮」バス停下車、徒歩すぐ。
  - JR関ケ原駅より関ケ原時線「時」行き
- 大垣市コミュニティバス「宮バス停」バス停下車、徒歩すぐ。

### 自動車
- 名神高速道路関ヶ原ICより国道365号を上石津方面へ、「上原」交差点を西進。

## 周辺施設
- 西高木家陣屋跡
- JAにしみの多良支店